# Belgisch kampioenschap streetskateboarding 2019
Het Belgisch kampioenschap streetskateboarding 2019 vond op 7 september 2019 plaats in het Gentse Kuipke. Landskampioen bij de heren werd skateboarder Axel Cruysberghs, bij de dames Lore Bruggeman.

## Resultaten

### Heren
1. Axel Cruysberghs
2. Simon Deprez
3. Christian Plettner
4. Nick Steenbeke
5. Kevin Tshala
6. Jonathan Thijs
7. Ziggy Govaerts
8. Xander De Vlieger
9. Guillaume Clinke
10. Samuel De Graaf

### Dames
1. Lore Bruggeman
2. Aura Bredart
3. Sarah Delaet
4. Evelien Bouilliart
5. Mila Coolen